# لاري نورمان
لاري نورمان هو راكب الكنو كندي، ولد في 5 أبريل 1966 في تورونتو في كندا.

## وصلات خارجية
- لاري نورمان على موقع أوليمبيديا (الإنجليزية)